# Urocitellus endemicus
Espèce
Statut de conservation UICN

 VU (needs updating) B1+3d : Vulnérable
Synonymes
- Spermophilus brunneus endemicus Yensen, 1991[1] (préféré par NCBI)[2]
- Urocitellus endemicus Yensen, 1991 (préféré par UICN)[1]

Urocitellus endemicus (ou Urocitellus brunneus endemicus) est une espèce (ou sous-espèce) de rongeurs de la famille des Sciuridés. Elle est endémique de l'État d'Idaho aux États-Unis.

## Systématique
L'espèce Urocitellus endemicus a été initialement décrite en 1991 par le mammalogiste américain Eric Yensen (d) sous le protonyme de Urocitellus brunneus endemicus.

## Description
Pour Yensen, cette sous-espèce se différencie de l'espèce nominale par sa teinte plus pâle, une coloration gris rougeâtre plutôt que rouge jaunâtre, davantage de taches blanche plutôt que jaune rougeâtre, un pelage plus long, un crâne plus large.
Urocitellus endemicus mesure de 220 à 258 mm pour les mâles et de 216 à 255 mm pour les femelles. Leur queue mesure de 49 à 61 mm pour les mâles et de 39 à 62 mm pour les femelles.

## Étymologie
Son épithète spécifique, endemicus dérivé du grec ancien ἔνδημος, éndêmos, « indigène », lui a été donnée en référence à son aire de répartition très restreinte. 

## Publication originale
- (en) Eric Yensen, « Taxonomy and Distribution of the Idaho Ground Squirrel, Spermophilus brunneus », Journal of Mammalogy, Baltimore, Allen Press (d), OUP et ASM, vol. 72, no 3,‎ 16 août 1991, p. 583-600 (ISSN 0022-2372 et 1545-1542, OCLC 1800234, DOI 10.2307/1382142, JSTOR 1382142, lire en ligne).